# 제러미 잭슨
제러미 잭슨(Jeremy Jackson, 1980년 10월 16일 ~ )은 미국의 배우이다.

## 출연 작품
- 얼터드 리얼리티 (2016)
- 미션 블루 (2014)
- 블러드 이펙트 (2011)
- 베이워치 (2003)
- 정열의 샤우트 (1991)
- SOS 해상 구조대 (1989)